# Krivica
Krivica este o localitate din comuna Šentjur, Slovenia, cu o populație de 170 de locuitori.